# Khâmerernebty II
Pour les articles homonymes, voir Khâmerernebty.
Khâmerernebty II est la sœur et femme du pharaon Mykérinos avec lequel elle engendre Chepseskaf.
La reine est connue principalement grâce à une statue de 1,42 m de hauteur, qui est maintenant au Museum of Fine Arts de Boston. Cette statue a été découverte par George Reisner le 18 janvier 1910 dans le temple de la vallée de Mykérinos à Gizeh, près du Caire lors d'une expédition en Égypte.
Sur cette statue, la reine contraste avec la représentation de son mari qui a les poings fermés et un pied en avant, en ce qu'elle présente une attitude plus naturelle, avec une main autour de la taille, dans un geste d'affection. Il s'agit d'un travail inachevé, car la base n'a pas été polie.

## Généalogie
Elle est la fille du roi Khéphren et Khâmerernebty Ire.
Elle est l'épouse de Mykérinos avec qui elle engendra le prince Khounérê. Elle est peut-être la mère du prince Sekhemrê et du roi Chepseskaf mais rien ne vient confirmer cette hypothèse.

## Sépulture
Khâmerernebty II est mentionné dans des textes et sur une statue trouvée dans la tombe de Galarza à Gizeh. Cette tombe est située dans le Champ Central qui fait partie de la nécropole de Gizeh. La tombe peut avoir été construite à l'origine pour Khâmerernebty Ire, mais elle a été achevée pour sa fille Khâmerernebty II. Le linteau au-dessus de l'entrée de la chapelle comportait une inscription mentionnant Khâmerernebty Ire et sa fille Khâmerernebty II : 

« Mère du Roi de Haute et Basse-Égypte, Fille du Roi de Haute et Basse-Égypte, et Fille du Dieu, Celle qui voit Horus et Seth, Grande du sceptre-Hétès, Grande louange, Prêtresse de Djehouty (Thot), Prêtresse de Tjasepef, Grande Épouse du Roi, Fille du roi de son corps, la Vénérée Maîtresse, honorée par le Grand Dieu, Khâmerernebty (I).

Sa fille aînée, Celle qui voit Horus et Seth, Grande des sceptre-Hétès, Grande louange, Prêtresse de Djehouty (Thot), Prêtresse de Tjazepef, Une qui est assise avec Horus, Celle qui est unie à la bien-aimée des Deux Dames, Grande Épouse du Roi, La Fille du roi de son corps, La Vénérée Maîtresse, Honorée par son père, Khâmerernebty (II). »

— Gae Callender et Peter Jánosi
Il est possible qu'elle ait été enterrée dans la Pyramide G3A ou G3B (pyramides auxiliaires de la Pyramide de Mykérinos).
Un ajout ultérieur a été fait à la tombe pour l'inhumation du fils du roi Sekhemrê. Il a été suggéré qu'il était soit un fils ou un petit-fils de Khâmerernebty II. Il est également possible que son inhumation remonte à une période ultérieure et qu'elle soit intrusive. 